# 青木信用金庫

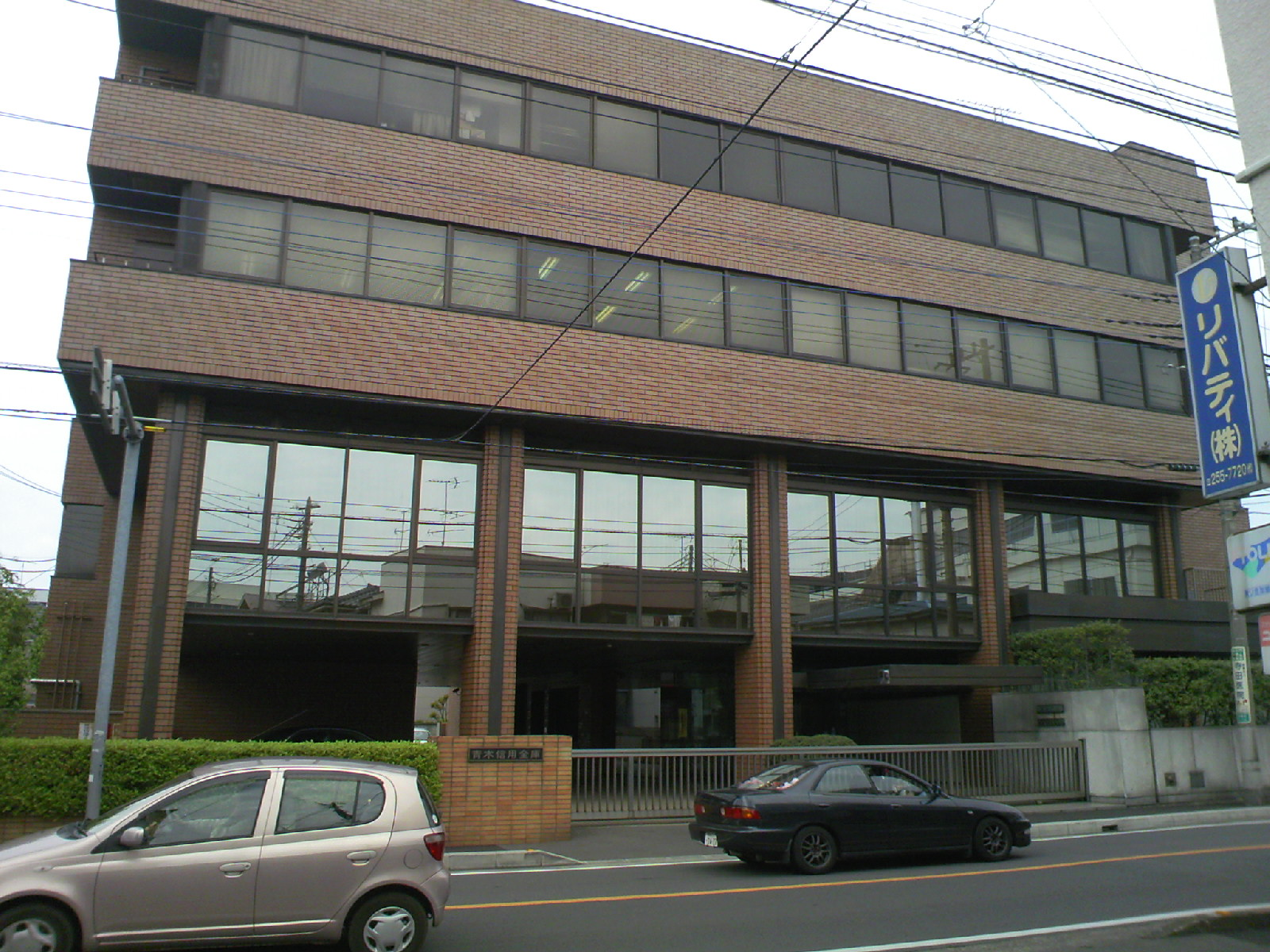
青木信用金庫本部

青木信用金庫（あおきしんようきんこ、英語：Aoki Shinkin Bank）は、埼玉県川口市に本店を置く信用金庫である。略称はあおしん。埼玉大学の指定金融機関である。また、埼玉県内に本店を持つ信用金庫では唯一、東京都特別区に支店（足立支店）を持っている。

## 概要
シンボルマークは、金庫名から青地の円の中に白い木のようなものが描かれたものであるが、赤色で旧字の『靑』の周りに下部が切れている3本の線で円が描かれており、円が切れている部分に『信』の字が描かれているマーク（本店の画像を参照）も、本店など一部店舗の看板で見られる。
「あおしん」の略称を使用する青梅信用金庫も、埼玉県内で店舗展開をしている。

## 沿革
- 1921年（大正10年） - 北足立郡青木村（当時）に青木村信用購買販売組合として設立する。
- 1948年（昭和23年） - 名称を青木信用組合とする。
- 1951年（昭和26年） - 信用金庫法に基づき青木信用金庫となる。
- 2002年（平成14年） - 川口信用金庫との対等合併を発表する。
- 2003年（平成15年） - 川口信用金庫との対等合併を延期、のち白紙撤回する。

## 関連会社
- 青信リース株式会社
- 青栄商事株式会社